# Ширење океанског дна
Ширење океанског дна је процес који се дешава у зонама дивергентних граница тектонских плоча, где се нова океанска кора формира кроз вулканске активности, а затим постепено удаљава од гребена. Ширење океанског дна објашњава континентални дрифт у теорији тектонике плоча. Када се океанске плоче разилазе, то изазива преломе које погађају литосферу. Базалтне магме продиру кроз раседе и на тај начин доспевају на дно океана где се хладе и формирају нову кору испод океана. Старије стене ће се наћи даље од зоне ширења, док се млађе стене налазе ближе зони ширења.

## Почетак ширења
У општем случају, ширење океанског дна почиње као процеп у континенталној маси копна, слично Црвеном мору у источној Африци. Процес почиње са грејањем на бази континенталне коре након чега кора постаје пластична и мање густине. Због мање густине магма се креће на више у односу на гушће објекате, површина се загрева и настаје широко купола. Типичан процеп систем се састоји од три процепа на око 120 степени. Ова подручја су названа тројна тачка и могу се наћи на неколико места широм света данас. Издвојене маргине континената формирају пасивне мреже (авлакоген). Хесова теорија је предвиђала да се ново морско дно формира када је магма приморана да иде навише према површини по средњем океанском гребену.

## Наставак ширења и субдукција
Нови океанска кора је веома топла у односу на старије делове океанске коре, тако да је нови океански басен плићи од старијих океанских басена. Пречник Земље остаје релативно константан без обзира на производњу нове коре, па мора постојати механизам којим се кора такође уништава. Уништавање океанске коре јавља се на субдукцијским зонама у којима се океанске коре потискију под континенталне коре или океанске коре. Данас, Атлантски басен се активно шири на средњоокеанском гребену. Само мали део океанске коре произведене у Атлантику је субдукован. Међутим, плоче које чине Тихи океан доживљавају субдукцију дуж многих њихових граница које изазивају вулканску активност, у ономе што се назива Ватрени појас Пацифика. Пацифик је такође дом једном од најактивнијих светских центара ширења, и до 13 cm/год. Разлике у стопама ширења утичу не само геометрије гребена већ и геохемију базалта.